# Classe Aquila
La classe Aquila (ex-classe Vifor ou classe Mărăşti ou classe Ceuta) était initialement une classe de quatre croiseurs éclaireurs (en italien : esploratore) construite pendant la Première Guerre mondiale pour la Marine militaire roumaine par le chantier naval italien Cantieri Navali Pattison de Naples.

Ces quatre navires, à l'histoire complexe, ont servi successivement sous différents pavillons. Deux d'entre eux ont combattu durant les deux guerres mondiales.

## Construction et description

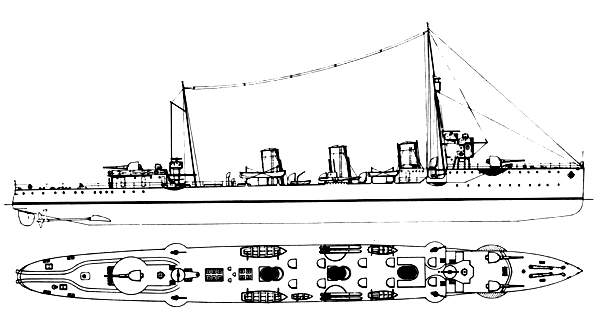
Plan et dessin du croiseur éclaireur de classe Aquila

Les destroyers avaient été commandés en 1913 au chantier naval Pattison en Italie, dans le cadre du programme naval de 1912. Ils devaient être armés de trois canons de 120 mm , quatre canons de 75 mm , cinq tubes lance-torpilles de 457 mm  et avoir une autonomie de 10 heures à pleine vitesse. Trois navires avaient été posés au moment où l'Italie a rejoint les Alliés de la Première Guerre mondiale le 23 mai 1915 en déclarant la guerre à l'Empire austro-hongrois. Les Italiens ont réquisitionné les navires roumains le 5 juin, les redésignés en tant que croiseurs éclaireurs de classe Aquila ("esploratori"). À ce moment, le navire roumain Vijelie terminé à environ 50 pour cent a été renommé Sparviero.
Les navires étaient propulsés par deux turbines à vapeur Tosi, chacune entraînant une seule hélice, utilisant la vapeur fournie par cinq chaudières Thornycroft. Les turbines ont été conçues pour produire 40 000 chevaux-vapeur (30 000 kW) pour une vitesse de 34 nœuds (63  km/h), bien que le Sparviero ait pu atteindre 38 nœuds (70 km/h) lors de ses essais en mer. Les navires transportaient suffisamment de mazout pour leur donner une autonomie de 1 700 milles marins (3 100  km) à une vitesse moyenne  de 15 nœuds (28 km/h). Leur équipage comptait 9 officiers et 137 marins.
Les Italiens avaient initialement l'intention d'armer les navires avec sept canons de 120 mm et deux paires de montures jumelles pour tubes lance-torpilles de 457 mm, mais ils ont changé l'armement à trois canons de 152 mm  et quatre canons de 76 mm pour dépasser les navires austro-hongrois, le SMS Admiral Spaun et ceux de classe Novara. Deux des canons de 152 mm étaient montés côte à côte sur le gaillard d'avant et le troisième était monté sur la superstructure arrière. Les canons antiaériens de 76 mm étaient positionnés deux de chaque côté. Les montures de torpilles étaient au bord de l'entonnoir central, un sur chaque côté. Ils pouvaient aussi transporter 44 mines.

## Service

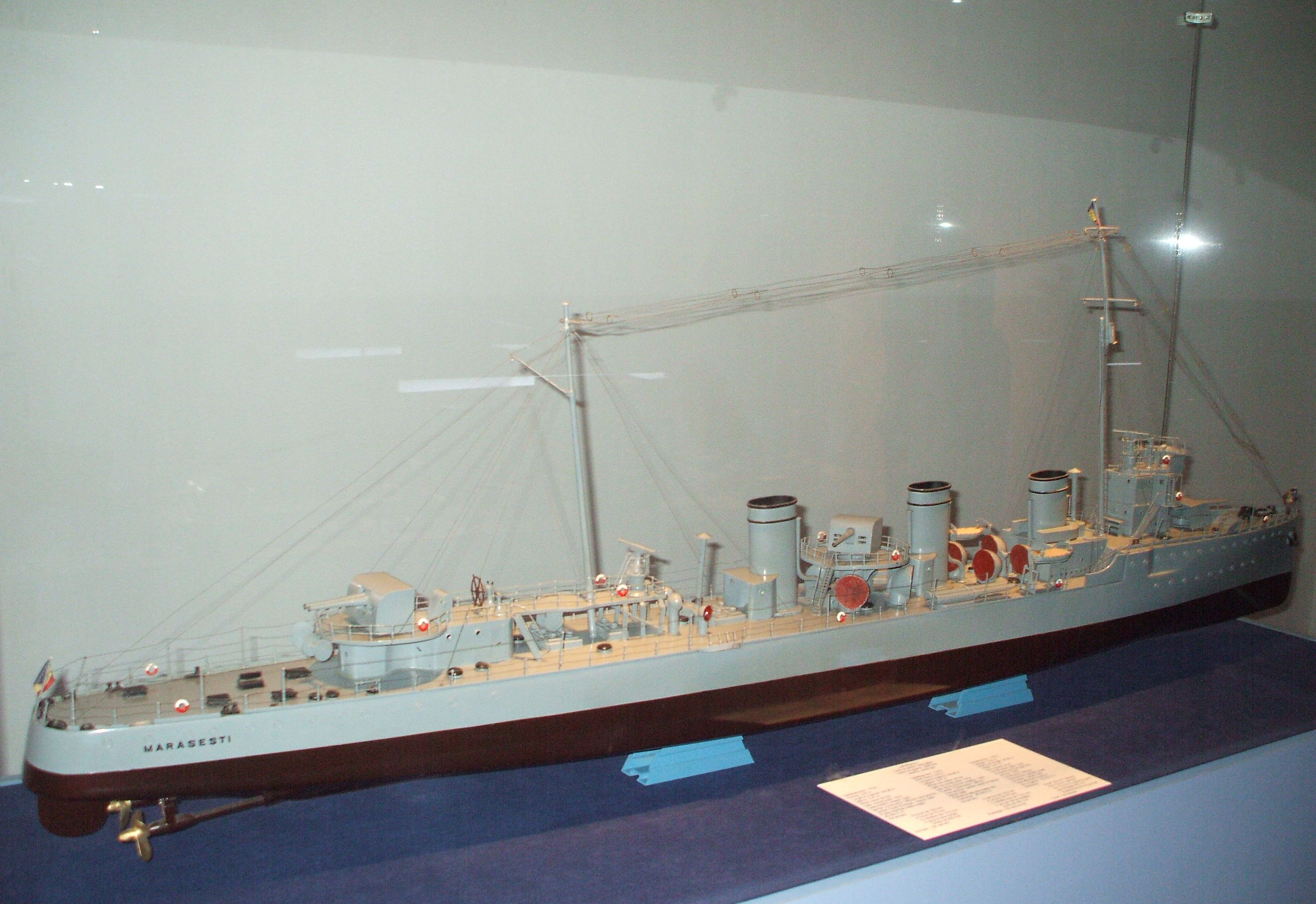
Maquette du NMS Mărășești au musée de la marine roumaine de Constanța

Les quatre bâtiments de classe Mărăşti, commandés par la Roumanie, devaient porter les noms de Vifor, Viscol, Vârtej et Vijelia. En 1915, ils sont réquisitionnés, durant leur construction, par le gouvernement italien d'Antonio Salandra à cause de l'entrée de l'Italie dans la Première Guerre mondiale. Ils sont renommés Aquila, Falco, Nibbio et Sparviero devenant la classe Aquila.

Après la première guerre mondiale, deux unités (Aquila et Falco) restent en service dans la Regia Marina.
En 1937, ils sont transférés à l'Espagne. Ils prennent alors les noms de Melilla et Ceuta. Devenus obsolètes, ils servent d'abord d'escorteurs de convoi puis de navires écoles jusqu'aux années 1948-50.
Les deux autres sont vendus au Royaume de Roumanie et rejoignent Constanța en 1920 et prennent les noms de NMS Mărăşti et  NMS Mărășești. Avant cette vente,une partie de l'armement est changée : les 3 canons de 152 mm sont remplacés par 5 canons de 120 mm (deux doubles et un simple).

En août 1944, quand l'Union soviétique envahit la Roumanie, elle s'empare des deux destroyers qui prennent les noms de Lovkyj et Luogkyj au sein de la Marine soviétique dans la Flotte de la mer Noire. Ils sont restitués en 1946 et restent en service en Roumanie jusqu'en 1963.

## Unités
| Aquila ex-Vifor      | Chantier naval Pettison à Naples | 26 juillet 1917 | 8 février 1918  | Transfert à l'Espagne en 1937 Melilla | 1950 |
| Falco ex-Viscol      | Chantier naval Pettison à Naples | 16 août 1919    | 20 janvier 1920 | Transfert à l'Espagne en 1937 Ceuta   | 1948 |
| Nibbio ex-Vartej     | Chantier naval Pettison à Naples | 30 janvier 1918 | 15 mai 1920     | vendu à la Roumanie en 1920 Mărășești | 1963 |
| Sparviero ex-Vilejie | Chantier naval Pettison à Naples | 25 mars 1917    | 15 juillet 1917 | vendu à la Roumanie en 1920 Mărăști   | 1963 |